# 全商ワープロ実務検定
全商ワープロ実務検定（ぜんしょうワープロじつむけんてい）とは、財団法人全国商業高等学校協会が主催していた検定のひとつである。1級から4級まである（平成25年度に全商ビジネス文書実務検定に統合）。
試験内容は「筆記」（1～3級）と実技の「速度」と「文書」で成り立っており、各種目の基準点数（速度に於いては字数）を取ると合格となる。

## 制限時間及び受験料
| 級 | 受験料 | 筆記(分) | 入力(分) | 定型文作成(分) |
| -- | ------ | -------- | -------- | -------------- |
| 1  | 1,600  | 15       | 10       | 20             |
| 2  | 1,400  | 15       | 10       | 15             |
| 3  | 1,200  | 15       | 10       | 15             |
| 4  | 900    | 課さない | 10       | 15             |

## 筆記
機械・文書に関する知識を問われる（コンピュータ利用上での基礎的な知識、ビジネス文書等に於ける時候の挨拶など）漢字・語句などに関する知識（部首、熟語など）1～3級とも100点満点で、80点以上の取得を要する。制限時間は15分。

## 速度
1級は出題が710字,2級は出題が460字,3級は出題が310字,4級出題が210字。それぞれ問題文と比較して10字までのミスならば合格。ミスは問題文を正しく入力できていない誤字・脱字と、問題文にない文字を入力してしまう余分字の合計数。

## 文書
- 1級と2級は、手書き原稿で、表または図を含む文書作成
- 3級と4級は、活字原稿で、簡単な表を問題文通り作成

それぞれの採点基準に照らし合わせて、80点以上で合格

## 受験申込注意
受験申込時、履歴書サイズの証明写真が必要。ただし、担当者裁量によっては、申込時は、写真不要で、「試験当日に受験票に写真を貼付の上、持参」と言われる場合もあるので、前もって確認要。

## 受験手続
- 試験会場校（以下、試験校と略す）によっては、以下の手順で受験手続きが開始される

1. 試験の2ヶ月前に、受験者は受験願書を自作の上、受験料に相当する定額小為替も同封し、試験校へ発送。
2. 仮受験願書と定額小為替が、到着後、試験校は、速やかに仮受験手続きが行われる。
3. 仮受験手続きが完了後、正規の受験願書が受験者の手元に到着。
4. 受験者は、締切日に間に合うように正規の受験願書を試験校へ発送。
5. 試験の1週間前になったら、受験者名及び生年月日並びに受験級・受験部門が記されている受験票が、受験者の手元に到着（受験票は、試験担当が代書）。

- 試験校によっては、3・4がない場合もある。この場合は、受験願書及び受験票は、試験担当が代書となる。